# パイルドラモン
パイルドラモンは
1. デジタルモンスターシリーズに登場する架空の生命体・デジタルモンスターの一種。
2. デジモンアドベンチャー02の登場人物・ブイモンとワームモンの完全体。

## 概要
D-3にて初登場。エクスブイモンをスティングモンとジョグレスさせることで進化する。所謂「ウィルス種版」の色違いのデザインが存在しない。
エクスブイモンとスティングモンがジョグレスしてパイルドラモンになる玩具が発売されている。

## 種族としてのパイルドラモン
エクスブイモンの「竜」としての特性であるパワーとスティングモンの「昆虫」としての特性であるスピードと防御力を兼ね備えた竜人型デジモン。テイマーに対して強い忠誠心をもつ。スティングモンの腕パーツに爪の部分を発射しワイヤで対象を拘束できるギミックが仕込んである。

### 基本データ
- 世代/完全体
- タイプ/竜人型
- 属性/フリー
- 必殺技/デスペラードブラスター
- 得意技/エスグリーマ、エレメンタルボルト
- 勢力/ネイチャースピリッツ

### 亜種・関連種・その他
- エクスブイモン
- スティングモン
- ディノビーモン
- インペリアルドラモン

## 登場人物としてのパイルドラモン

### デジモンアドベンチャー02
26話から登場。ゲーム『ブレイブテイマー』ではスティングモンとのジョグレスなしに単純にエクスブイモンの通常進化体として登場している。